# Luis Espinosa, Simojovel
Luis Espinosa är en ort i Mexiko.   Den ligger i kommunen Simojovel och delstaten Chiapas, i den sydöstra delen av landet, 700 km öster om huvudstaden Mexico City. Luis Espinosa ligger 517 meter över havet och antalet invånare är 428.
Terrängen runt Luis Espinosa är huvudsakligen kuperad, men söderut är den bergig. Runt Luis Espinosa är det ganska glesbefolkat, med 45 invånare per kvadratkilometer. Närmaste större samhälle är Simojovel de Allende, 3,8 km nordväst om Luis Espinosa. I omgivningarna runt Luis Espinosa växer huvudsakligen savannskog.